# Auguste Fickert
Auguste Fickert (25. květen 1855 Vídeň – 9. červen 1910 Maria Enzersdorf) byla rakouská učitelka, bojovnice za práva žen a sociální reformátorka.

## Život
Její otec pocházel se severního německa a její matka z Vídně. V roce 1876 dokončila učitelský ústav svaté Anny ve Vídni. Celý život potom působila jako učitelka na veřejných základních školách.
Byla představitelkou a průkopnici radikálního křídla měšťanského ženského hnutí v Rakousku. Zasazovala se za volební právo žen, za reformu manželského a rodinného práva, za přijímání žen ke studiu na vysokých školách a za vzdělání žen a dívek. Z počátku pouze bojovala proti diskriminaci učitelek. Později se změnila v aktivistku a bojovnici za politická a sociální práva žen. Její postup byl nekompromisní. Navštěvovala úřady, podávala stížnosti a petice, svolávala jednání, pořádala přednášky a otiskovala články na toto téma. Měla pověst „zakladatelky“ a „vůdkyně“ rakouského ženského hnutí. Byla vzorem pro své následovníky, byla ale také autoritářskou osobností a svými spoluracovníky byla obdivovanou i obávanou osobou, nikoliv bez kontroverzí.
Pravděpodobně v roce 1872 vstoupila do Spolku rakouských učitelů a vychovatelů (Verein der Lehrerinnen und Erzieherinnen Österreichs), který byl založen v roce 1870. Na počátku 90. let 19. století se zasazovala především za volební právo žen. V roce 1889, kdy mělo být v rámci začlenění předměstí k Vídni dolnorakouským daňovým poplatníkům odebráno volební právo, svolala společně s Marií Schwarz a Marií Musill protestní akce.
To podnítilo mobilizaci žen k boji za svá politická práva. V důsledku toho byl v roce 1893 založen Všeobecný rakouský ženský spolek (AÖFV) zastupující radikální křídlo rakouského ženského hnutí a jeho předsedkyní se stala právě Auguste Fickert. AÖFV se lišila od ostatních ženských sdružení svými politickými cíli.

## Připomenutí
- Ve vídeňském parku Türkenschanzpark stojí její mramorová socha. Je to v tomto místě jediná socha osoby, která není královského původu. Na podstavci sochy stojí nápis: „Plna odvahy a průbojnosti obětovala svůj život vysokým ideálům.“[3] („Voll Mut und Tatkraft hat sie ihr Leben hohen Idealen dargebracht“)[4]